# Friedensfachdienst
Der Begriff Friedensfachdienst bezeichnet Friedensdienste, die auf professioneller Stufe in zivilgesellschaftlicher Trägerschaft durchgeführt werden.
Träger von Friedensfachdiensten sind nichtstaatliche Organisationen (NGO). Sie werden entweder privat (meist aus Spenden) oder aus öffentlichen Mitteln finanziert (zum Beispiel im Rahmen des Zivilen Friedensdienstes).
Die professionelle Qualifizierung der im Friedensfachdienst tätigen Friedensfachkräfte wird in der Regel durch eine mehrmonatige Fortbildung in Ziviler Konfliktbearbeitung erworben. Für diese Qualifizierung wurden von verschiedenen friedenspädagogischen Einrichtungen gemeinsame Standards entwickelt.
Den Standards entsprechende Aus- oder Fortbildungen (der Begriff „Ausbildung“ ist noch umstritten) werden in Deutschland von der Akademie für Konflikttransformation, einer Einrichtung des Forums Ziviler Friedensdienst und von mehreren in der Aktionsgemeinschaft Dienst für den Frieden (AGDF) zusammengeschlossenen Organisationen angeboten.
Die Tätigkeit in einem Friedensfachdienst kann entweder im Heimatland oder im Ausland stattfinden. Sie ist in der Regel zeitlich begrenzt. Grundsätzlich ist sie auf allen Handlungsstufen der zivilen Konfliktbearbeitung möglich, also in den Bereichen Prävention, Friedensschaffung, Friedenssicherung und Friedenskonsolidierung. Programmatisch wird vor allem der Bereich Prävention hervorgehoben. Faktisch sind viele der bisherigen Projektplätze im Bereich der Konfliktnachsorge angesiedelt.